# Beverly McDonald
Beverly McDonald (Jamaica, 15 de febrero de 1970) es una atleta jamaicana, especialista en la prueba de 4 × 100 m, en la que ha logrado ser campeona mundial en 1991.

## Carrera deportiva
En el Mundial de Tokio 1991 ganó el oro en el relevo 4 × 100 metros, por delante de la Unión Soviética y Alemania.
En los JJ. OO. de Atenas 2004 también ganó la medalla de oro en los relevos 4 × 100 metros, en esta ocasión quedando por delante de Rusia y Francia.
Además ha ganado varias medallas de plata y bronce, como el bronce en el Mundial de Edmonton 2001, en el relevo 4 × 100 metros, con un tiempo de 42.40 segundos, tras Alemania y Francia, siendo sus compañeras de equipo: Juliet Campbell, Merlene Frazer y Astia Walker.